# تخطيط وطني
التخطيط القومي أو التخطيط على المستوى الوطني (بالإنجليزية: National Planning)‏ هو مستوى من مستويات التخطيط، يكون على مستوى الدولة، ويتضمن إطارا متكاملا للتنمية على مستوى الدولة العليا، ويميل لأن يكون ذا محتوى اقتصادي قوي، وفي هذا الصدد تقسّم خطط الدولة إلى عدد من الخطط القطاعية، مثل: (خطة الإنتاج الصناعي، وخطة الإنتاج الزراعي، وخطة التربية والتعليم، وخطط الثقافة، والصحة، وخطط التجارة الداخلية، والخارجية...الخ)، ويمكن تقسيم التخطيط الاقتصادي الوطني إلى: تخطيط تخصيص الموارد قصيرة المدى الذي يهتم باستقرار التقلبات (الصعود والهبوط) للاقتصاد، والتخطيط الابتكاري بعيد المدى الذي يهتم أساسا بتحقيق معدلات معينة للنمو الاقتصادي، ومن الأمثلة على الصيغة بعيدة المدى: الخطة القومية للمملكة المتحدة عام (1965)، ومختلف الخطط الفرنسية بعد الحرب العالمية الثانية.